# 丸三鶴屋
丸三鶴屋（まるさんつるや）は、北海道釧路市にかつて存在した日本の百貨店。

## 沿革
- 1906年（明治39年）10月3日 両角栄治が当時呉服店だった丸井今井札幌本店にて修行を積み独立。真砂町(現在の南大通)にて前身にあたる丸三越後屋呉服店を創業[1]。
- 1930年（昭和5年）9月25日 百貨店・丸三鶴屋として北大通に開店。鉄筋コンクリート建築4階建て。4階フロアの面積は他の各階の半分程で大きめの半屋の様な形態であり、残り半分（北大通方向側）が一般開放された屋上であった[3]。
- 1930年（昭和5年）～1931年（昭和6年）頃、北見市（旧野付牛町）に北見店を開店。2階建て（屋上無し）[3]
- 1931年（昭和6年）3月25日 釧路市の第1回児童画展が4階で開催される[1]。
  - 1937年（昭和12年）、百貨店法施行。1938年（昭和13年）より終戦まで施行され続けた国家総動員法により、物資流通（仕入れ）に大きなダメージを受けている。
- 1945年（昭和20年）7月14日 米機の空襲を受け、全館焼失。その後、北見店は閉店となった。
  - 二年後に百貨店法が廃止されている（参議院 第001回国会 商業委員会 第20号 議事録内容）。
- 1950年（昭和25年）焼け残った鉄筋・外壁を補修し店内も修復、12月に4階建ての社屋を再建。
- 1960年（昭和35年） 7階建に増改築[1]。屋上は開放され、展望台に。
  - 同年、第二次百貨店法が施行されている。
- 1968年（昭和43年）6月30日 赤提灯横丁移転跡地、および隣接し合う3館の映画館（銀映座、東宝、名画座）跡地に新館開店（地上2階、地下1階）[1]。
  - 店舗の近隣に1967年（昭和42年）11月18日にオリエンタルデパート（1970年（昭和45年）7月25日にオリエンタルプラザに改称）が開業[1]。
- 1976年（昭和51年）5月 新館を2階建てから6階建てに増築[1]。新館6階は一部屋上展望台として一般客に開放される。本館6階の食堂街直営店・テナント入居店のほとんどを新館6階に移転。本館屋上展望台は閉鎖。
  - 1976年（昭和51年）4月4日に長崎屋釧路店が十字街（当時、釧路市内の主要百貨店が集中的に立地していた北大通の中核的商業地域）から1kmほど離れた釧路駅西地区に出店している[1]。
- 1980年（昭和55年） ほぼ1年掛けて、本館2階～5階を大改装工事（その間、該当階フロアは一時閉鎖）。本館全階フロア設置エスカレーターも新機種に換装される。本館6階天井一部は吹き抜け化。本館6階フロアに（椅子に腰掛け読書中の、初老欧米人男性）ブロンズ像設置。
  - 1980年（昭和55年）10月29日に十條サービスセンターが新館を開設して大規模増床を図った[1]。
  - 1976年（昭和51年）6月19日に出店を表明していたイトーヨーカドー釧路店が新橋大通に1981年（昭和56年）7月8日に開業[1]。
  - 1984年（昭和59年）9月8日に市立釧路総合病院が移転[1]。当店から徒歩圏の幣舞町から郊外への転出のため、入院見舞い客や外来患者の当店利用が難しくなる。
  - 本館改装工事と同じ年に行われた行政調査にて、釧路市の乗用車台数が5万台（総人口の約4人に1人の割合）に達した事が判明しているが、当店は専用駐車場を持たなかった。
  - 1982年（昭和57年）3月20日にくしろ市民生協の供給高（売上高）が対前年比で約15%増加して年間100億円を突破[1]。（市内店舗大型店集約化）
  - 同時期に近隣地で相次いだ百貨店廃業（ショッピングヤスモト、オリエンタルデパート）もマイナス材料となった。
- 1996年（平成8年）
  - 8月31日 閉店・百貨店業廃業[2]。
    - 丸井今井が株式の大半を取得・買収して子会社となり[4]、ほとんどの従業員も丸井今井に引き継がれた。建物は閉店後も丸三鶴屋が所有し、親会社となった丸井今井に賃貸する形を取った[5]。土地所有権については、地元の経済人ら3人が保有[6]。
    - 丸三鶴屋のメインバンクであった北海道拓殖銀行が当店の経営の継続性に疑義を唱えたことから、財務面で百貨店として自社で営業継続することを断念に追い込まれた[7]。
    - 郊外型大型店などとの競合が激化して劣勢に立たされていたことも、営業断念の大きな要因となった。

  - 10月4日　丸井今井釧路店開店[1]。
- 2004年（平成16年）8月30日 丸井今井釧路店大通館として活用されていた旧丸三鶴屋本館建物が閉鎖[1]。
  - 建物は同年9月に東京の不動産業者「サンセイランディック」に売却されたが[8]、2005年1月には札幌市の会社に転売された[6]。
- 2006年（平成18年）
  - 8月20日 丸井今井釧路店 閉店（撤退）[9][10]。
    - 閉店直後と2008年（平成20年）の2回にわたって跡地利用計画が上がったものの、いずれもテナント探しが難航しているため、現在も閉鎖中。

  - 12月19日 丸三鶴屋、特別清算を釧路地方裁判所に申請（負債額は8億4千万円）[5]。

## 概要

### 存在した店舗

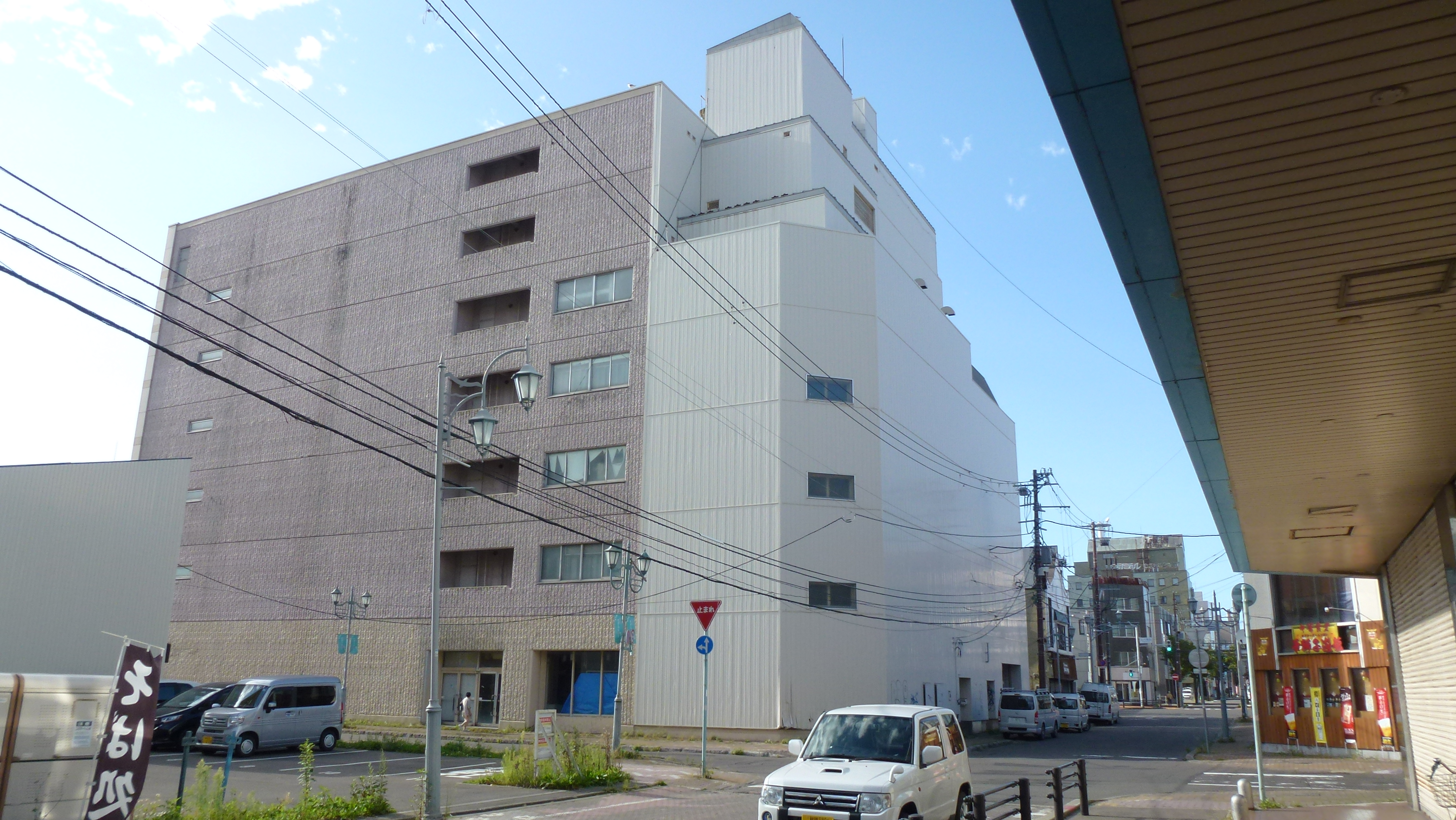
旧「丸三鶴屋 釧路本店 本館」だった建物（南東側）

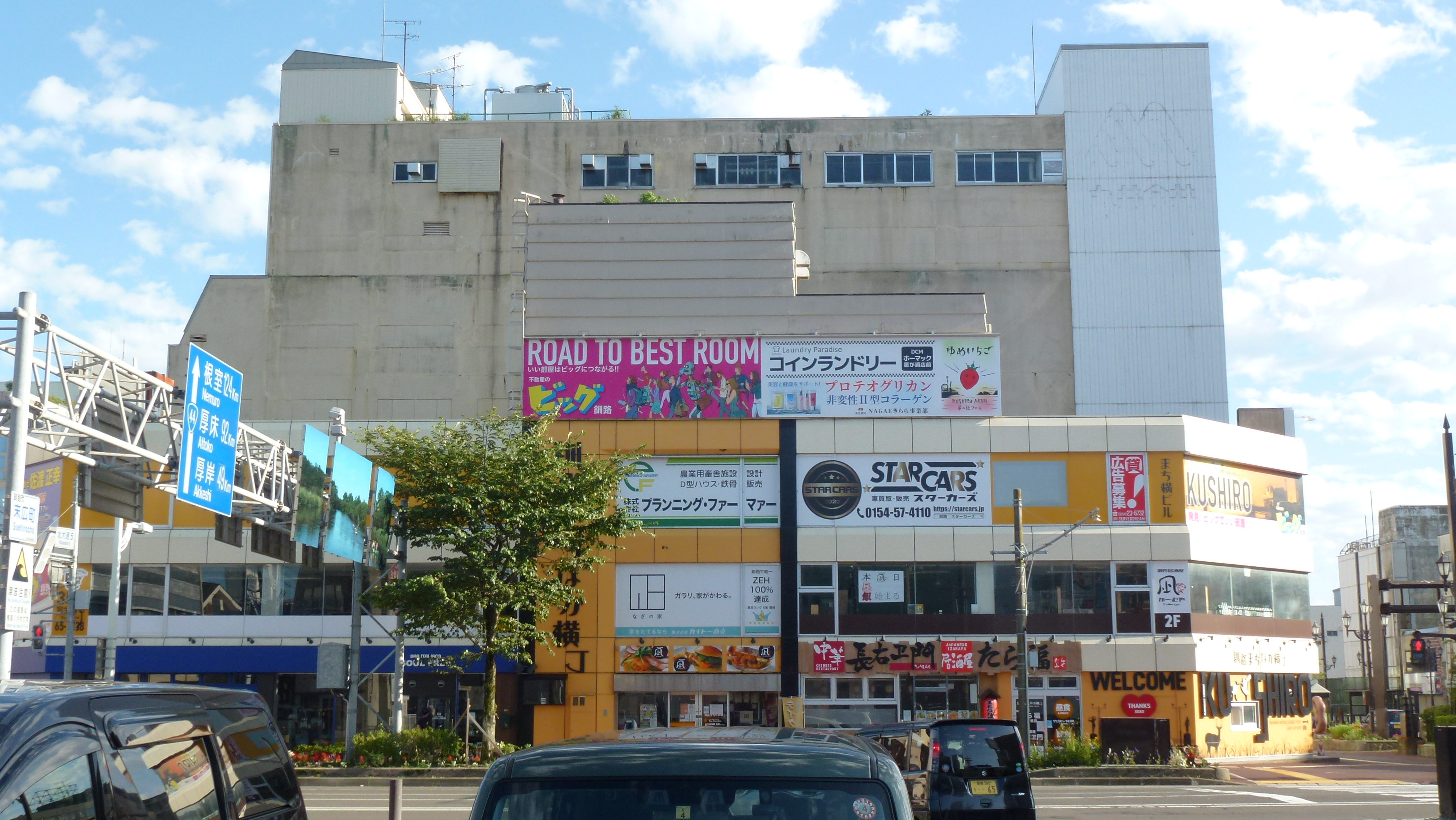
旧「丸三鶴屋 釧路本店 本館」だった建物（北側）

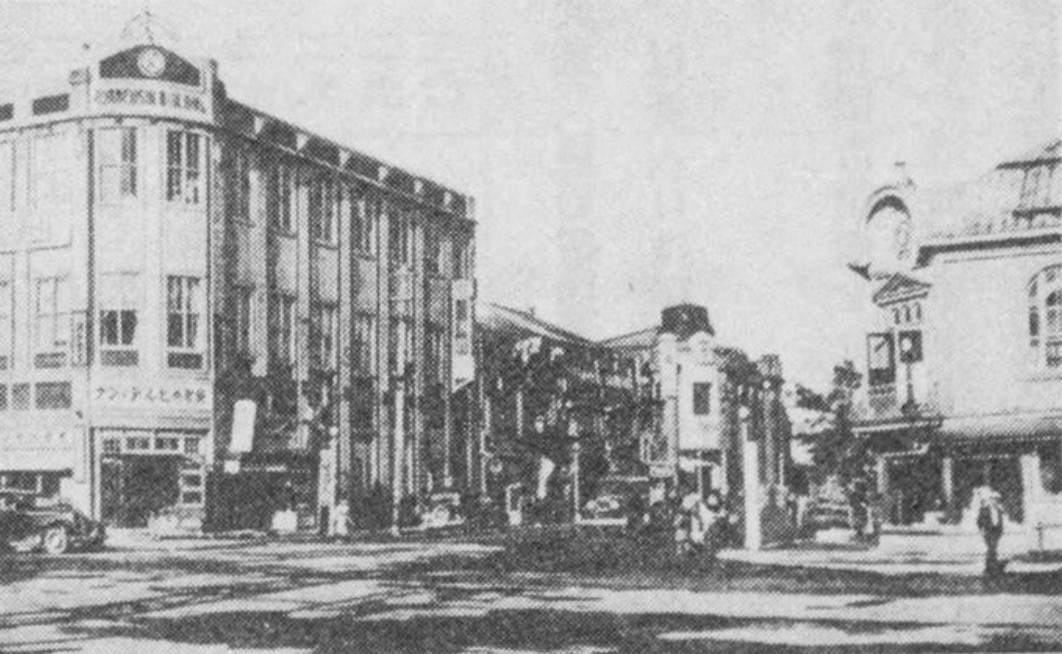
画像ほぼ中央の「（釣鐘型黒色塔屋がある）旧安田銀行（現みずほ銀行前身金融機関のひとつ）野付牛支店」（現在、跡地には「北海道銀行北見支店」が立地）の奥隣り（北隣り）に微かに小さく写っている3階建て建物が旧「丸三鶴屋野付牛店」（1929年（昭和4年）頃。現在跡地は前述銀行専用駐車場）。画像左端は、（後に旧「金市舘北見店」→旧「ラルズ北見店」→旧「大槻ビル（解体）」→現「ホテルルートインGrand北見駅前（新築）」と推移していく）旧「ビルディング百貨店」。画像右端は、（旧丸三鶴屋と同じく「呉服店時代の丸井今井」より暖簾分けされて独立し、後に旧「まるいいとう百貨店（三度、増改築）」→旧「駅前プラザHOW（解体）」→現「北見信用金庫本店（新築）」と推移していく）旧「丸い伊藤呉服・金物店 北見支店」。

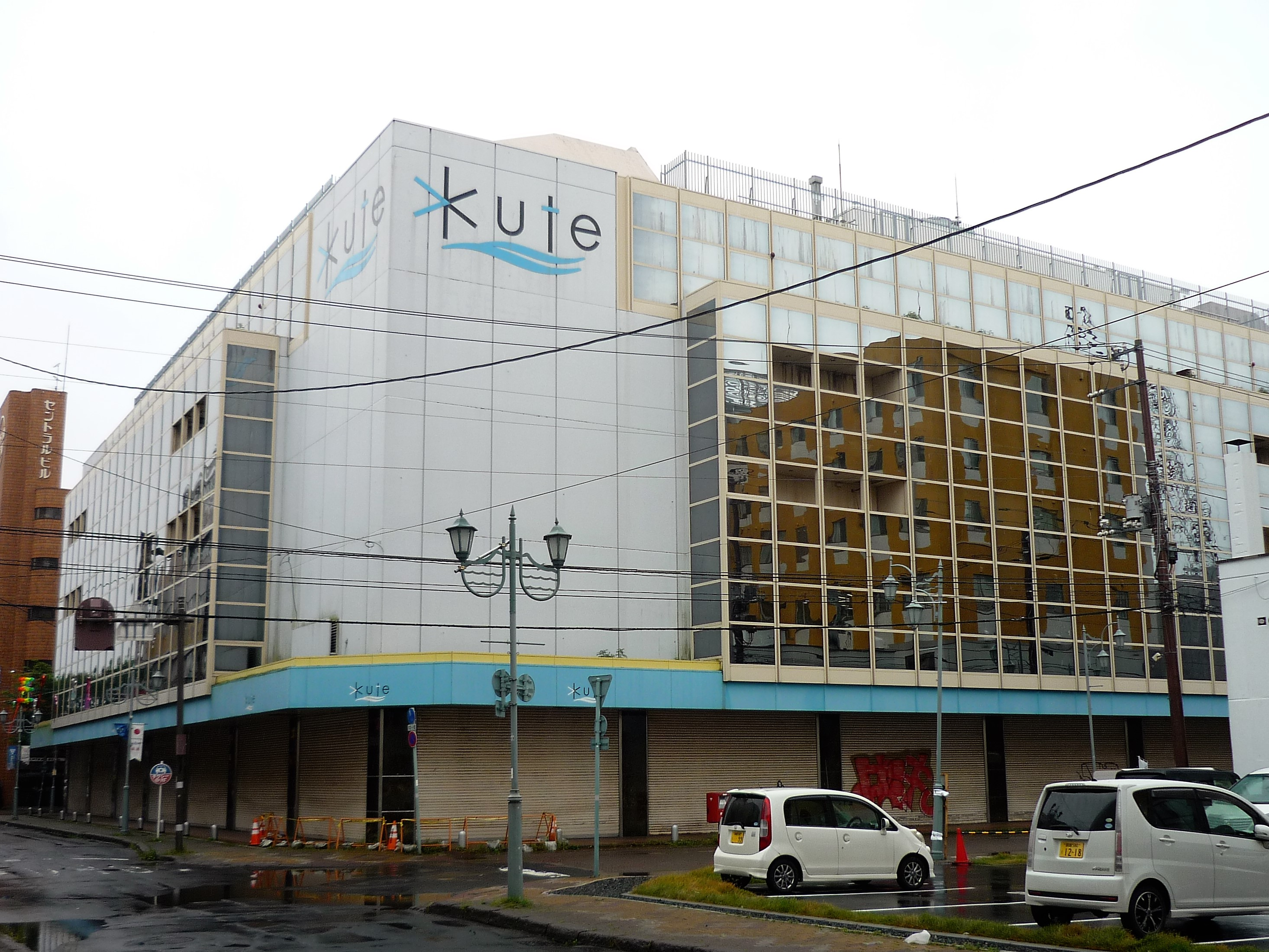
旧「丸三鶴屋 釧路本店 新館」だった建物（北西側）

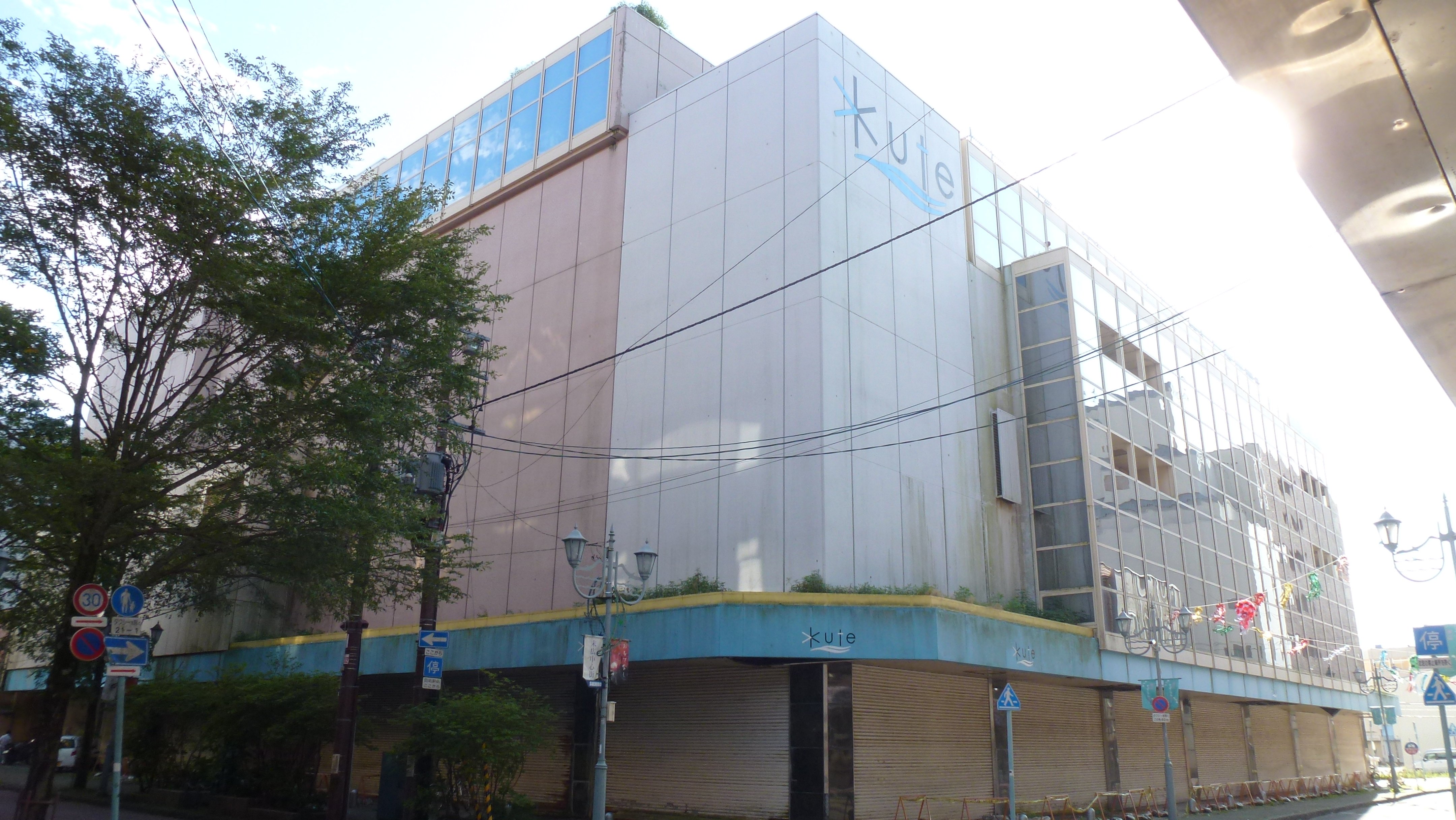
旧「丸三鶴屋 釧路本店 新館」だった建物（北東側）

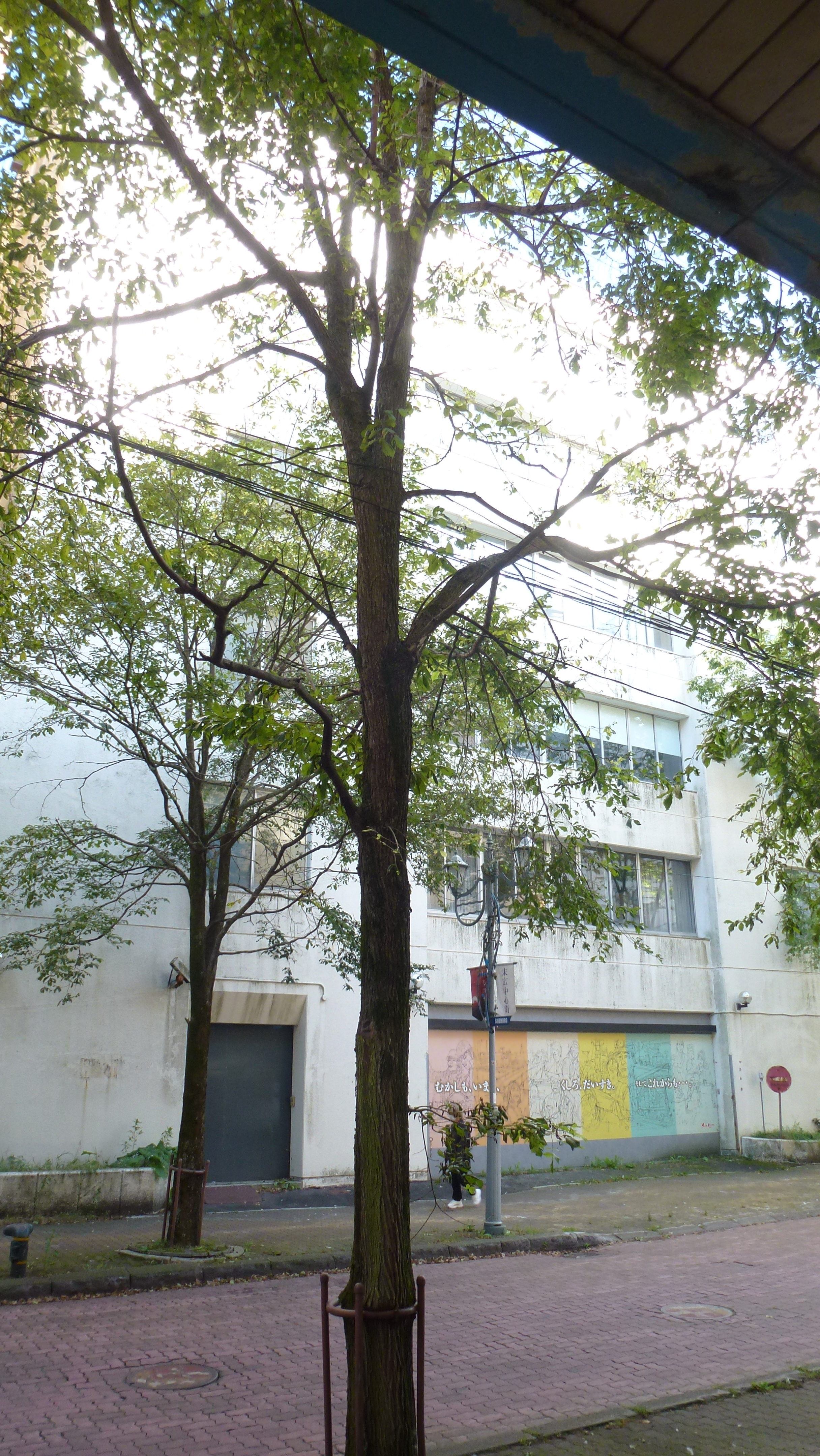
旧丸三鶴屋 釧路本店 事務館だった建物（正面（北西）側）

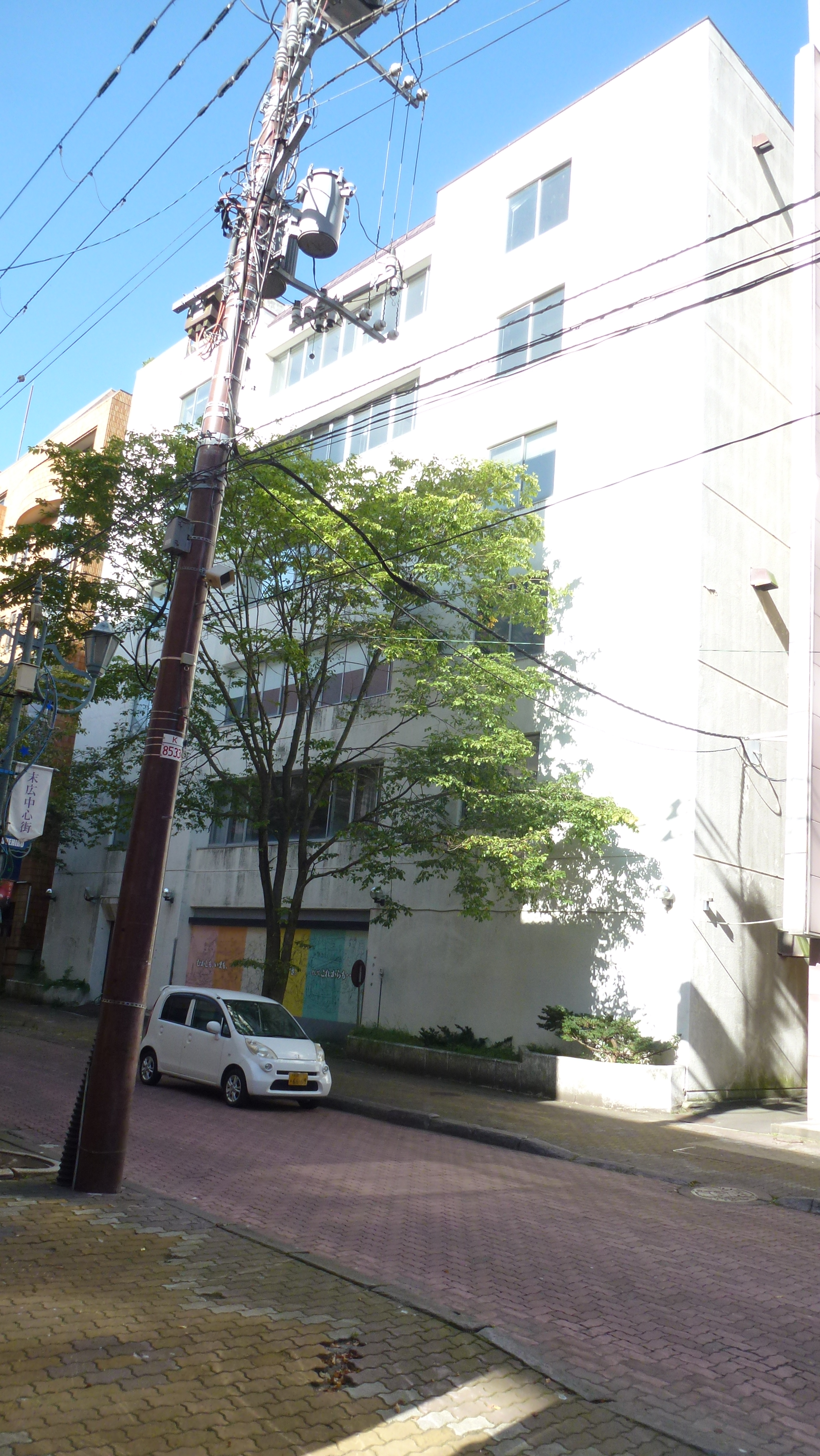
旧「丸三鶴屋 釧路本店 事務館」だった建物（正面（南西）側）

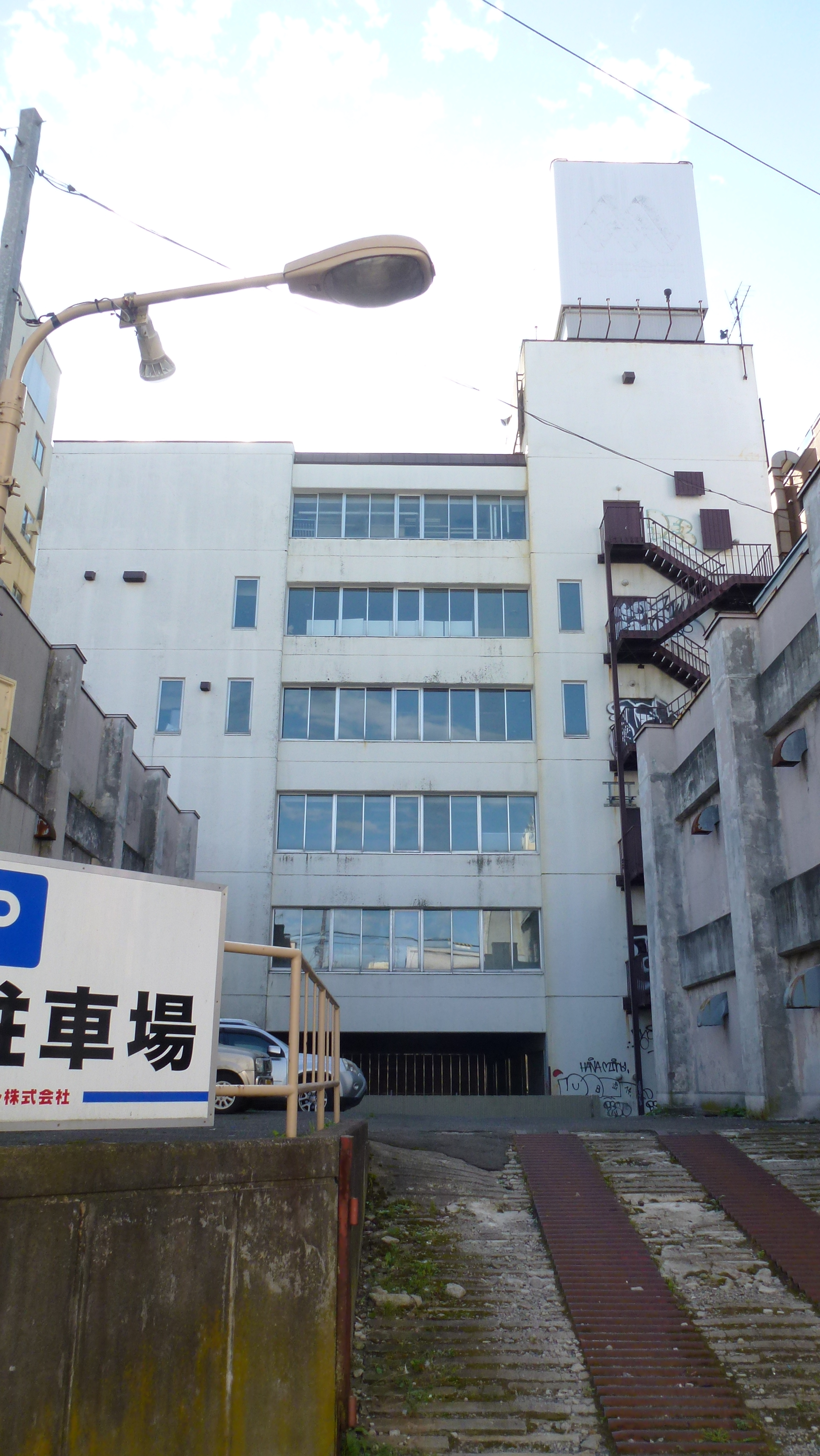
旧「丸三鶴屋 釧路本店 事務館」だった建物（裏（東）側）

#### 釧路市
- 旧釧路本店 本館
  - 所在地：釧路市北大通5番地1

- - 総床面積：5,607m2（地上7階）
    - 内訳：【1階】538m2 【2階～6階】各830m2 【7階】919m2

- 旧釧路本店 新館
  - 所在地：釧路市末広町4丁目2番地1
  - 総床面積：約11,000m2（地上6階、地下1階）

- 旧釧路本店 事務館（関係者専用施設）
  - 映画館 旧「国際シネマ」跡地に建設。
  - 総床面積：約4,000m2（地上6階、地下1階）

- 地下連絡通路

1. 旧本館1階 - 旧新館地下1階 間（一般客用）
2. 旧新館地下1階 - 旧事務館地下1階 間（関係者専用）

#### 北見市
- 旧野付牛店
  - 所在地：北見市北2条西1丁目
  - 現在、跡地は「北海道銀行北見支店」専用駐車場となっている。
  - 参考画像。1932年（昭和7年）当時の旧野付牛町（現北見市）地図。旧国鉄石北本線野付牛駅（現JR北海道石北本線北見駅）より北西方向に伸びる目抜き通り「中央通り」南西側沿いの上端に、戦前横書き表記（右から左）された「鶴 屋 デパ｜ト」が確認出来る。
    - 南東方向（野付牛駅方向）に隣接する区画には、下記商業施設も確認出来る。
      - 旧ビルディング（ビルディング百貨店） - 創業：1927年（昭和2年）。地上5階・塔屋1階。閉店後、金市舘北見店（1961年（昭和36年） ～ （途中の1989年（平成元年）「ラルズプラザ北見店」商号変更）2004年（平成16年）9月26日））→2015年（平成27年）12月頃迄、大槻薬局が入居し、建物名称も「大槻ビル」に改称→（建物解体・新築を経て）ホテルルートインGrand北見駅前（2016年（平成28年）12月14日）以降）
      - いとう呉服店 - 創業：大正3年3月11日。その後、百貨店「まるいいとう」に業態変更（1929年（昭和4年）～1986年（昭和61年7月）→（東急傘下）テナントビル「駅前プラザHOW」（1986年（昭和61年7月～1998年（平成10年）4月）→（建物解体・新築を経て）北見信用金庫本店（2006年（平成18年）11月6日）以降）

  - 店舗：地上3階建。人力動力・手動操作のエレベーターが設置されていた。物資不足により経営が行き詰まっていき、1945年（昭和20年）7月14日～15日の北見空襲で建物が全焼した事を契機に閉店。

## 当時の主なフロア構成

### 本館
| 階   | フロア概要 |
| ---- | --- |
| 屋上 | 閉鎖（防護柵も撤去） |
| 7F   | 蕎麦屋「東家」（1981年（昭和56年）に6階から7階へ）・パソコンショップ（1987年（昭和62年）頃に本館4階に移転）・中古高級家具・催事場・文化教室 |
| 6F   | 書籍（1階コミックス・雑誌売り場を統合） - 天井の一部（エスカレーター付近）を吹き抜け化（丸井今井化の際、元の天井に改装）。                  |
| 5F   | 家具・調度品・装飾インテリア |
| 4F   | 玩具・時計・万年筆 |
| 3F   | AV関係やデザイン家電中心の家電品・中古レコードショップ（1983年（昭和58年）頃、業態を若干変更し、本館7階へ移転）                             |
| 2F   | スポーツ用品 |
| 1F   | 中高生向け雑貨・軽食喫茶・レコードショップ・輸入装飾雑貨（旧回転寿司屋跡）                                                                  |

### 新館
| 階       | フロア概要 |
| -------- | --- |
| 6F・屋上 | 食堂街（直営大食堂「タンポポ」・寿司屋「寿司処 魚二」）・屋上（一時期開放）                                        |
| 5F       | 男性向け洋服 |
| 4F       | 男性向け洋服・紳士服                                                                                               |
| 3F       | 女性向け洋服 |
| 2F       | 女性向け洋服 |
| 1F       | 化粧品・アクセサリー・傘                                                                                           |
| B1F      | 生鮮スーパー・酒屋・菓子店（全てテナント）・贈答品コーナー・スタンド式軽食屋（「タンポポ」(ラーメン・焼きそば)等） |

## 入居していたテナント
- ツルヤシネマ - 1949年（昭和24年）2月 ～ 1951年（昭和26年）頃の期間、本館3階で営業していた映画館。「釧路劇場」として旧くしろデパート裏への移転を契機に独立（現在は閉館し建物も解体）。
  - 旧釧路劇場跡地には、（丸井今井旧釧路店本館（旧丸三鶴屋新館）と（稲荷小路上空を）複数階空中連絡通路で連結された）パステルパーク（立体駐車場ビル 兼 商業施設）が建設され、丸井今井旧釧路店閉店後も運営され続けている。
  - 直営映画館事業からの撤退より約15年後である1960年代後半（昭和40年代前半）、近隣地（「釧路東宝」および「セントラル」の両映画館）買収・建物全面建て替え（鉄筋コンクリート造、地下1階・地上4階建て、延床面積4120㎡、地下は350席の小劇場、1階は貸店舗、2階・3階・4階は約1000人収容の大劇場と400席の洋画専門館）とする「映画デパート」構想（総工費1億7000万円）を発表（当初の計画では、同事業撤退より約10年後の1961年（昭和36年）4月に着工予定、同年10月に完成予定であった）[11]。諸般の事情により、実現に至らなかった。
- 釧路市立博物館 - 1936年（昭和11年）7月14日に市役所（先代庁舎）2階に開館した釧路市立郷土博物館が1949年（昭和24年）2月に当店2階に臨時移転[1]。
- 消費者相談室 - 1968年（昭和43年）6月26日～1981年（昭和56年）に入居していた[1]。1981年（昭和56年）に旧丸ト北村へ移転[1]。現在は釧路市観光国際交流センター2Fに存在。
- 東家 - 蕎麦屋。現 東家文苑店。
- アラジンのランプ（中古レコードショップ・骨董品屋）- 本館3階で営業していた1980年（昭和55年）～1983年（昭和58年）頃は洋楽中心の品揃えだったが、本館7階に移ってから（1983年（昭和58年）頃～1996年（平成8年））はアイドル系邦楽中心となり、骨董品・古着・古本などの販売を始めた。
- モロゾフ、ユーハイム、六花亭、マリーカトリーヌ
- レコード・ショップ国原
- サンリオショップ - 数年後にテナント撤退し、近隣の自社店舗（平屋建築）に移転。2020年代初頭に閉店。
- 回転寿司屋（1970年代頃。本館1階フロア）
- クレープ屋パンポット（スタンド式店舗。後述の「喫茶ティーポット」店内に接続）、喫茶ティーポット

## 主な催し物
- 1976年（昭和51年） アメリカ建国200年展（本館7階）

## その他
- 北大通が3車線化されるまでは、本館一階のフロアの一部が歩道にせり出す様な間取りだった[12]。その後、車道拡張に伴い撤去されている。
- 1970年代までは、他の百貨店・デパートと同様に本館の屋上が一般客に開放されており、新館の屋上も、増築後に食堂街フロアが移転オープンした数年間開放されていた。
- 釧路カントリークラブが1973年7月31日に竣工したクラブハウスの内装備品には、丸三鶴屋が提供したものが使用されていた[13]。
- シーズサービスが2018年11月から2021年2月27日まで同市北大通5丁目で営業していた飲食店「丸参 みんなのお店北大通り支店」の“丸参”は、丸三鶴屋に由来している[14][15]。
- 漫画『臨死!!江古田ちゃん』（作：瀧波ユカリ、講談社）単行本第2巻収録のエピソード「25 水芭蕉 MIZUBASHOU」では、釧路出身者である主人公の姉が丸三鶴屋の紙袋を持つシーンが3話目の2コマ目に登場している。ちなみに原作者も釧路出身であり、実弟は近隣に立地している（かつて「オリエンタルデパート」であった）飲食店ビル「オリエンタルプラザ」を経営している。

## 関連項目

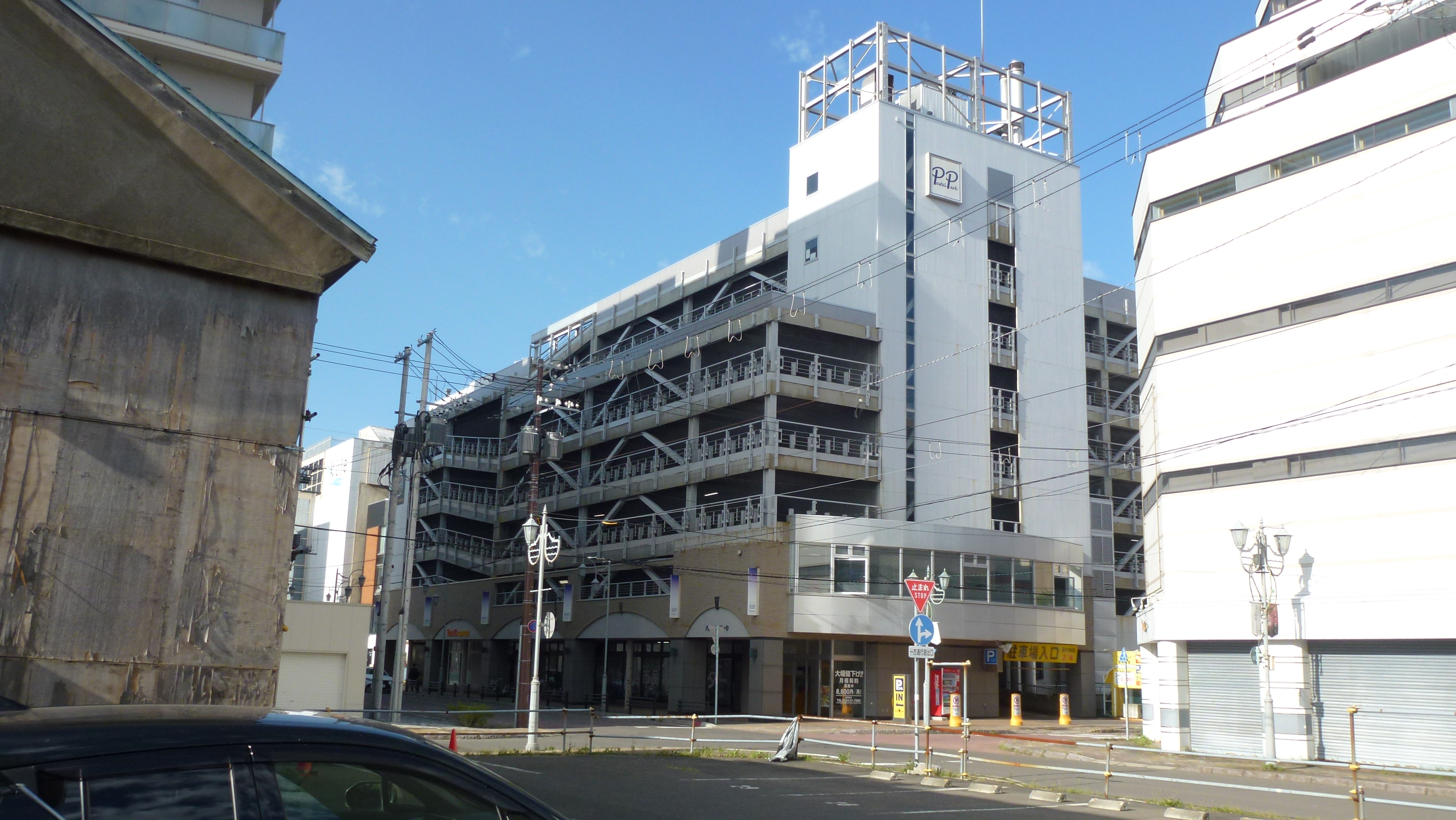
パステルパーク（南西側）

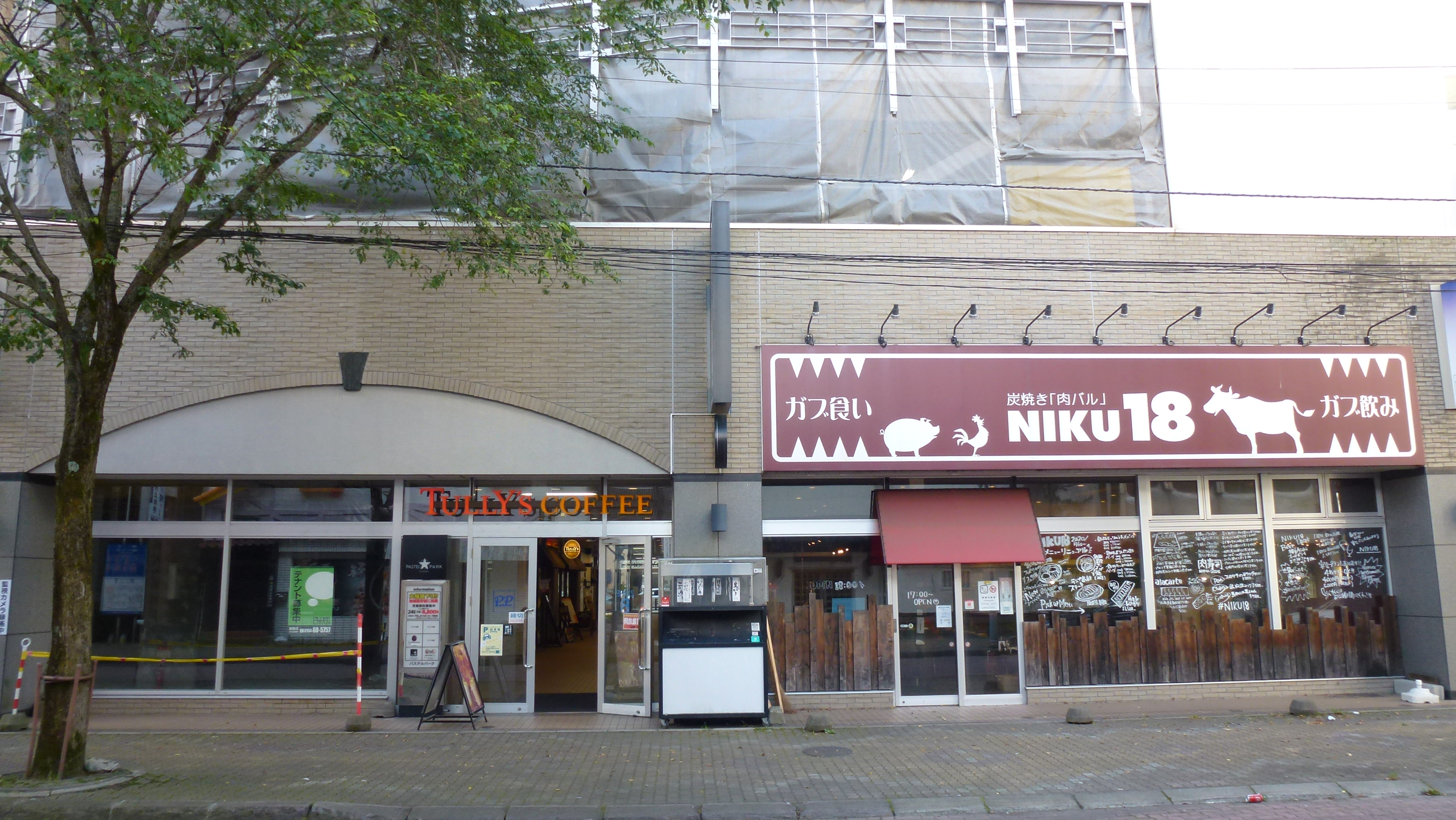
パステルパーク（東側）

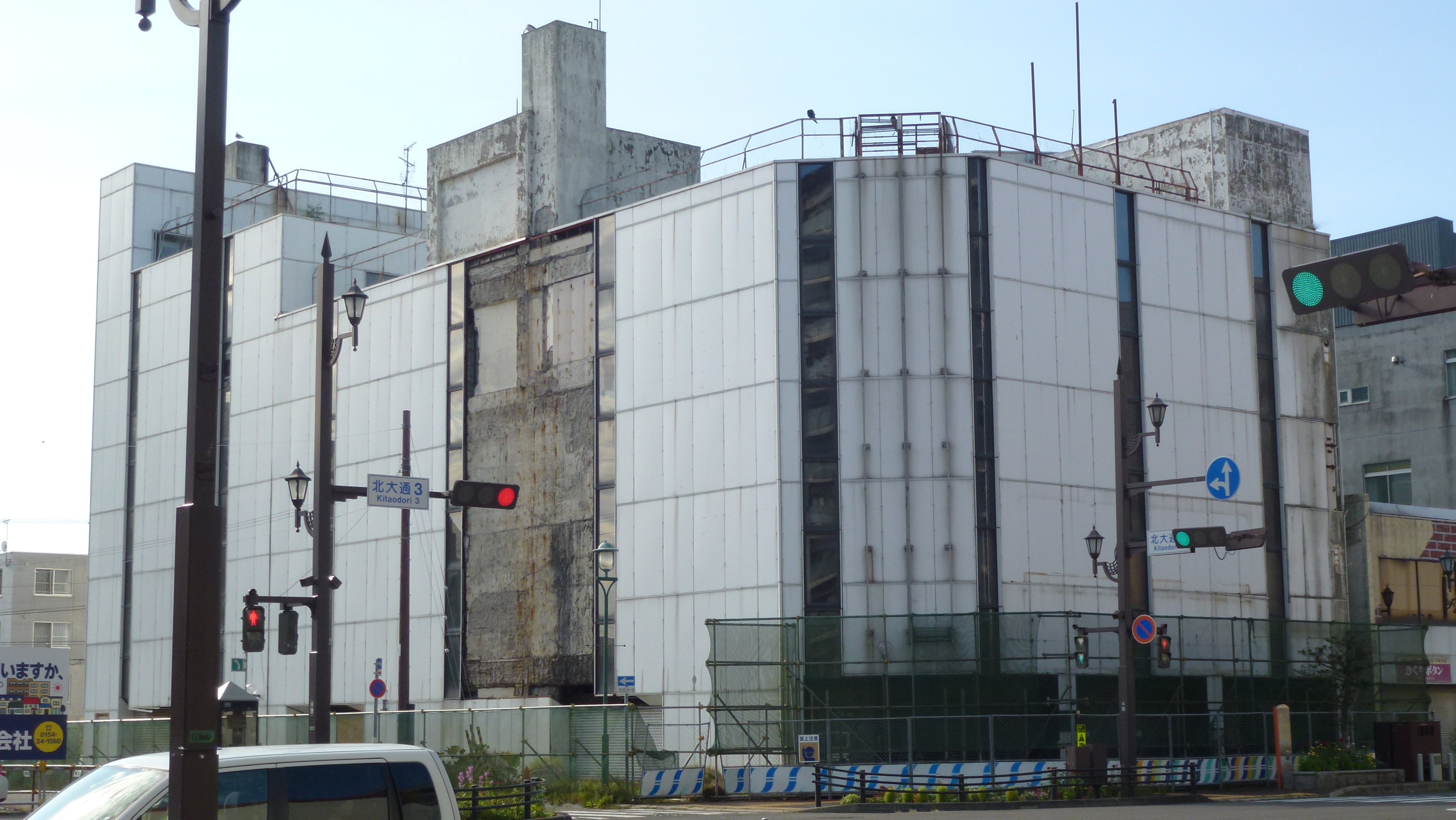
旧丸ト北村だった建物（南東側。建物は現存せず）

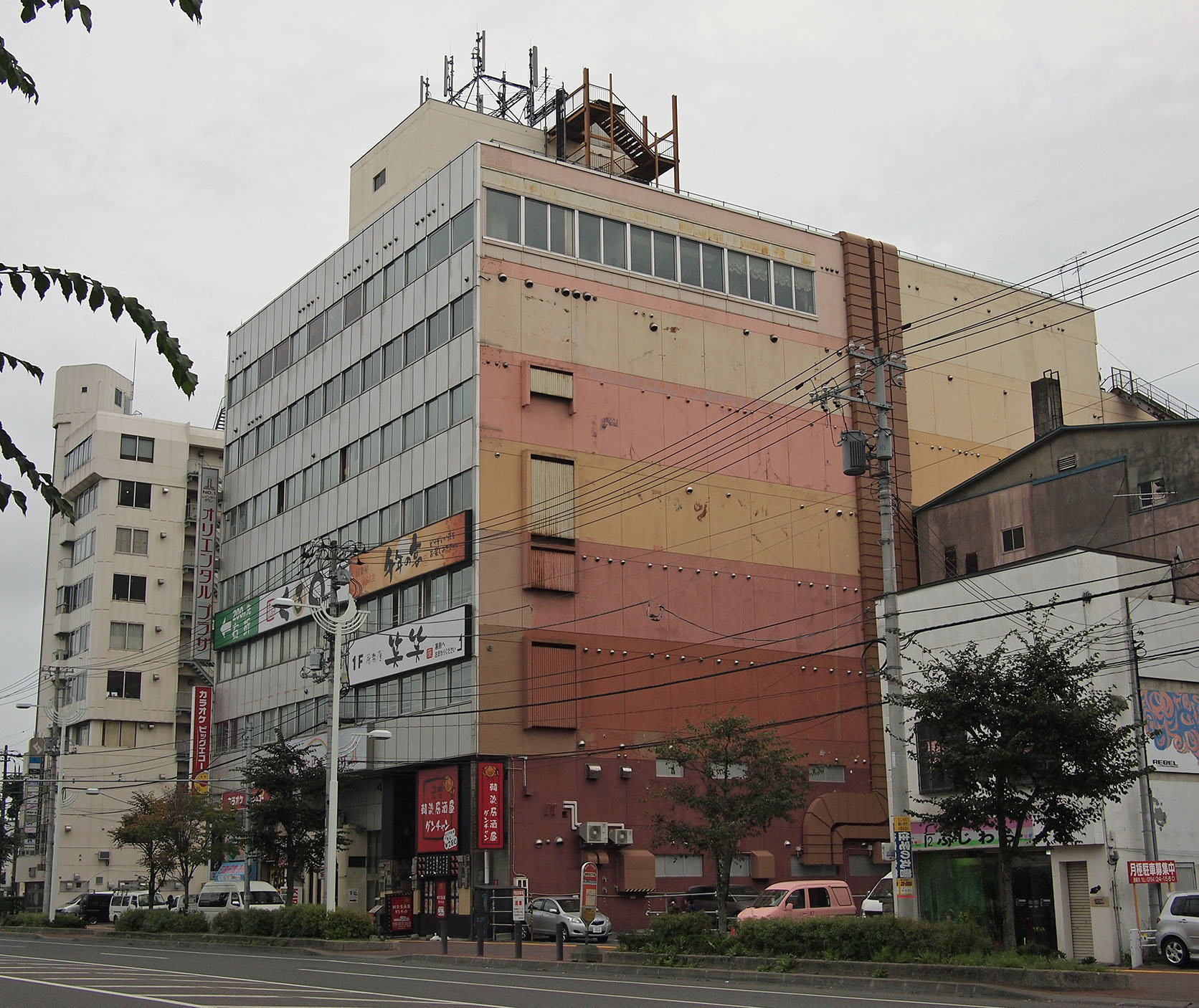
旧「オリエンタルデパート」から業態変更した「オリエンタルプラザ」建物（北西側）

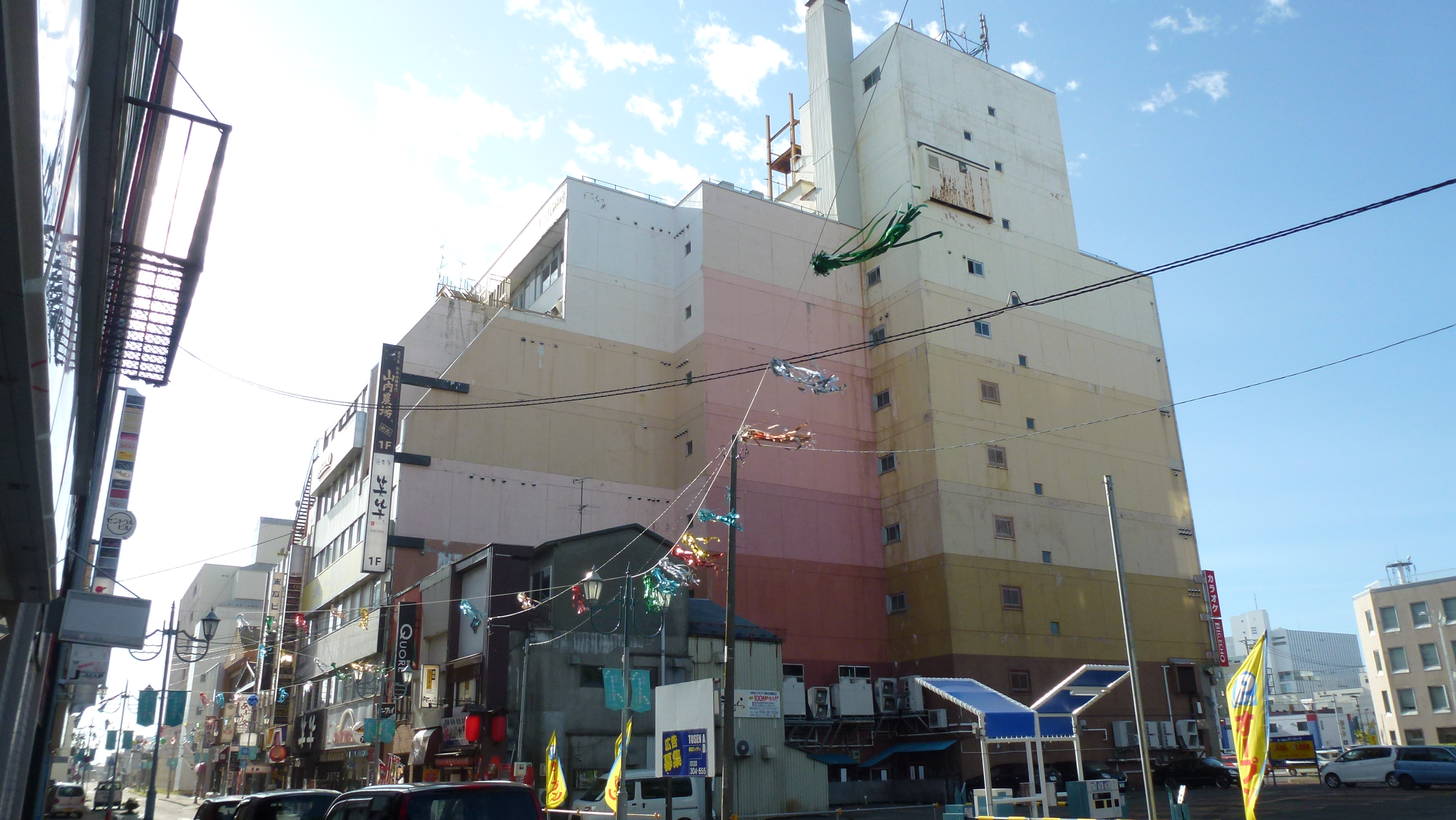
旧「オリエンタルデパート」から業態変更した「オリエンタルプラザ」建物（南東側）

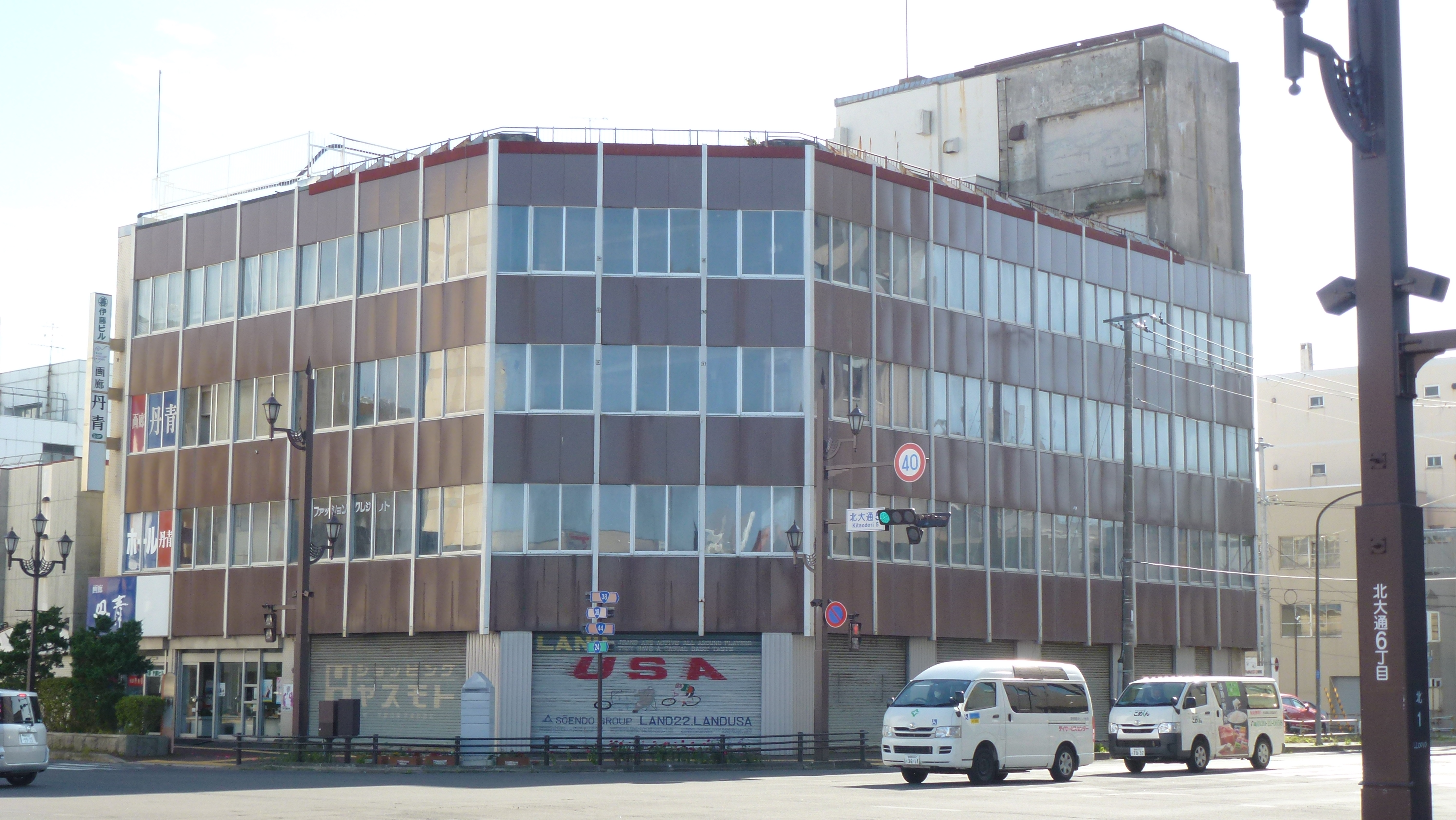
旧「ショッピングヤスモト」だった「伊藤ビル」建物（北東側）

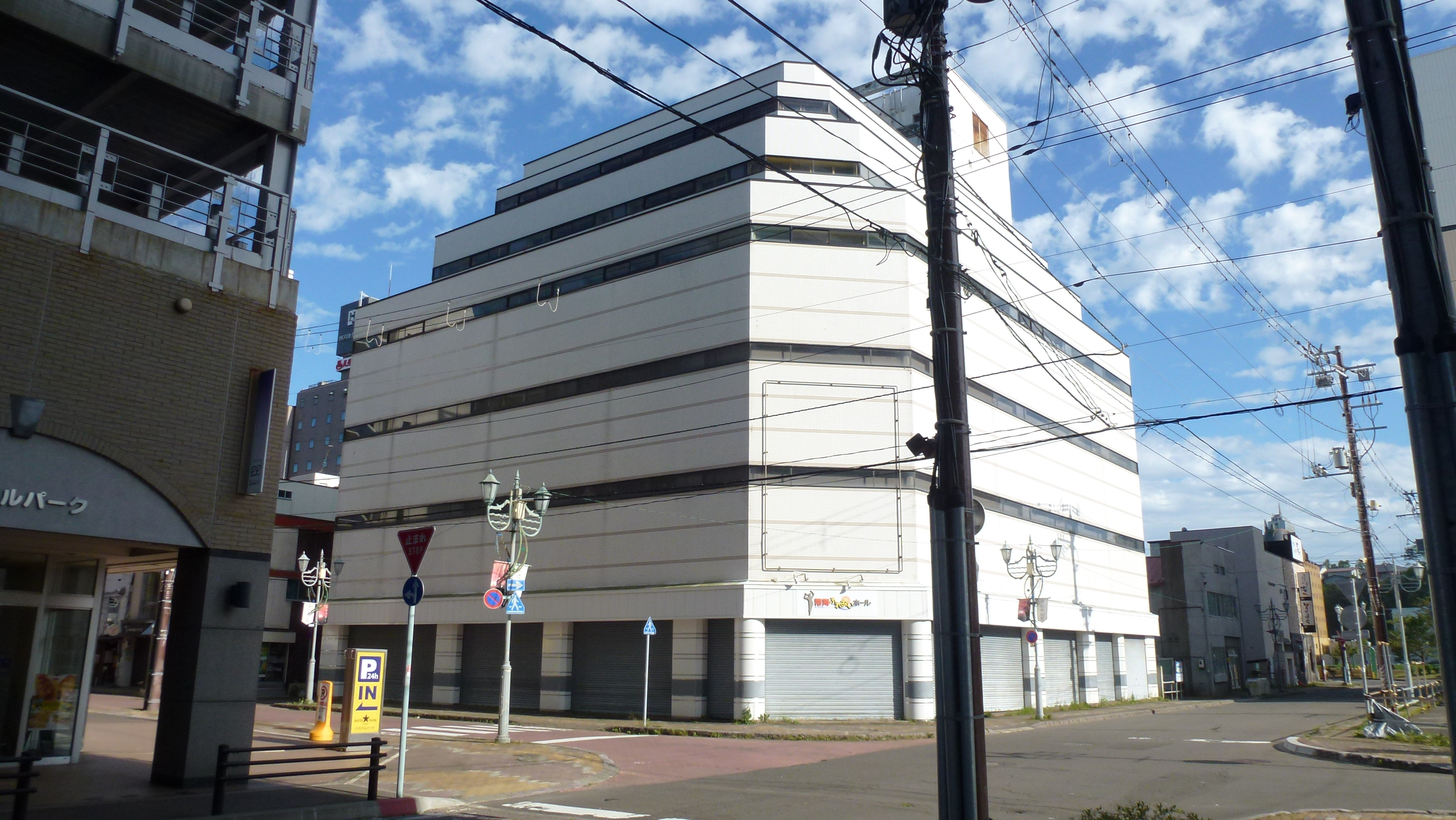
OKUNO 旧釧路店（北西側）

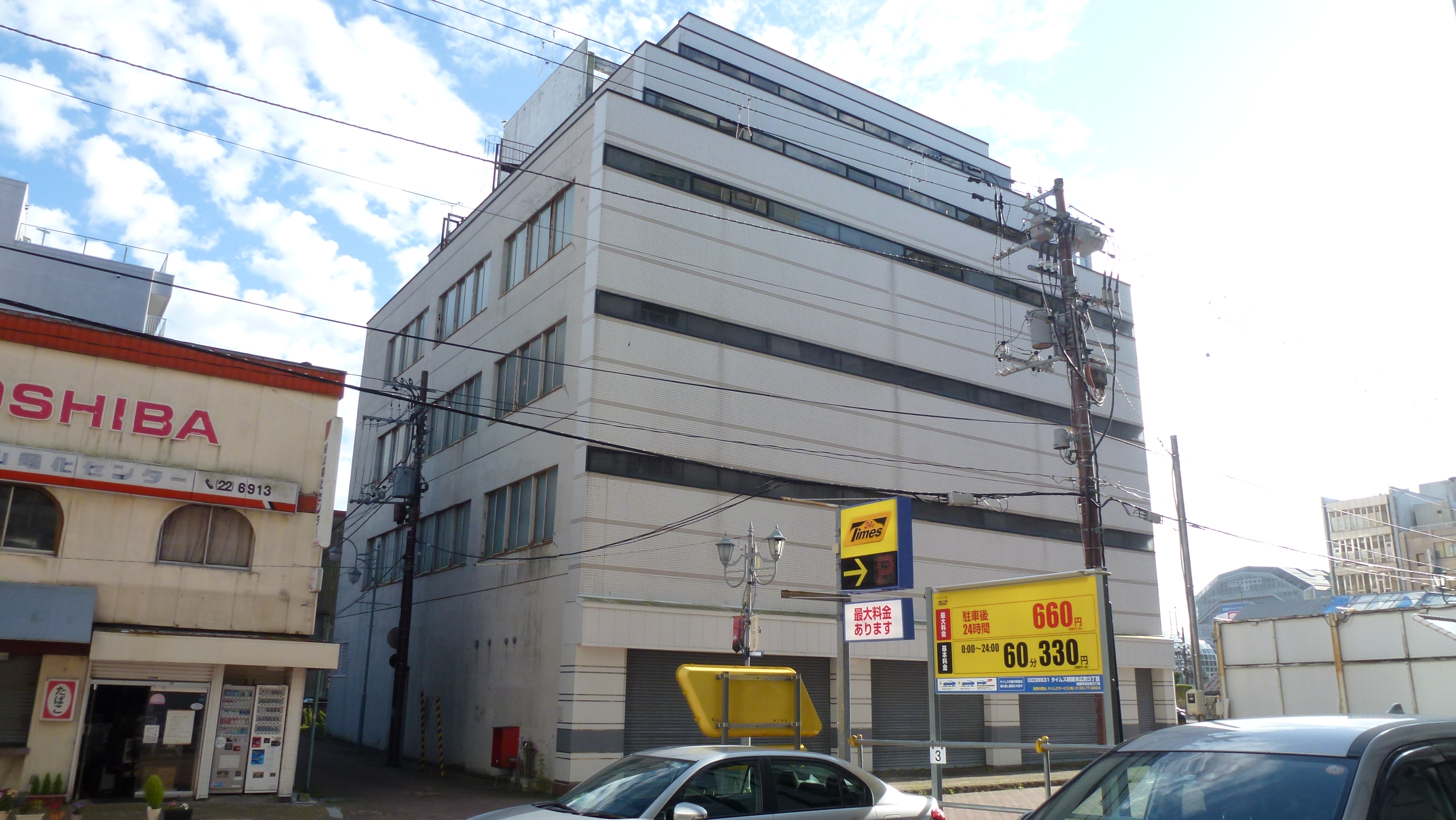
OKUNO 旧釧路店（北東側）

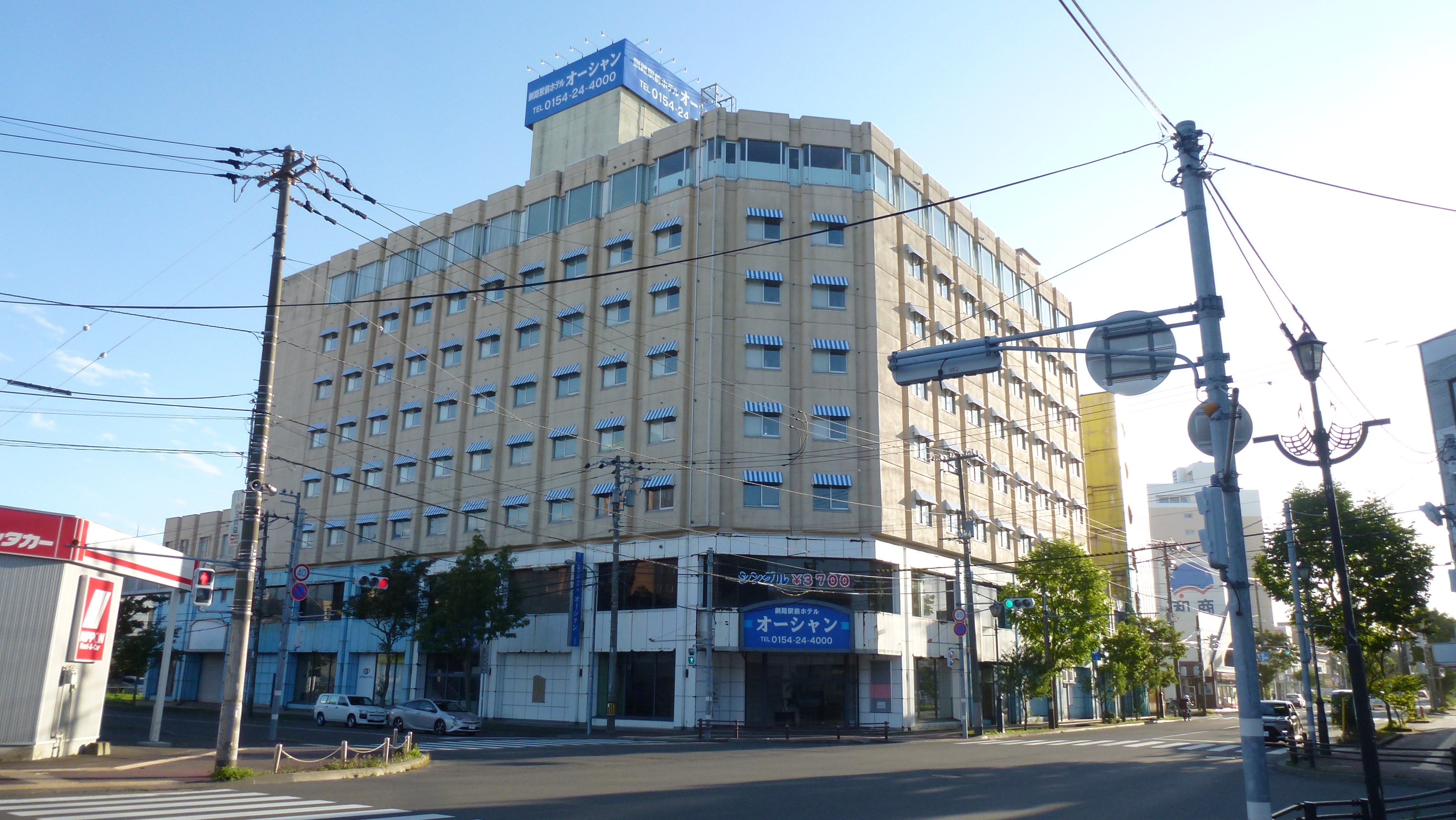
旧「総合レジャー・ショッピング・パルコ」だった旧「駅前ホテル オーシャン」（北東側）

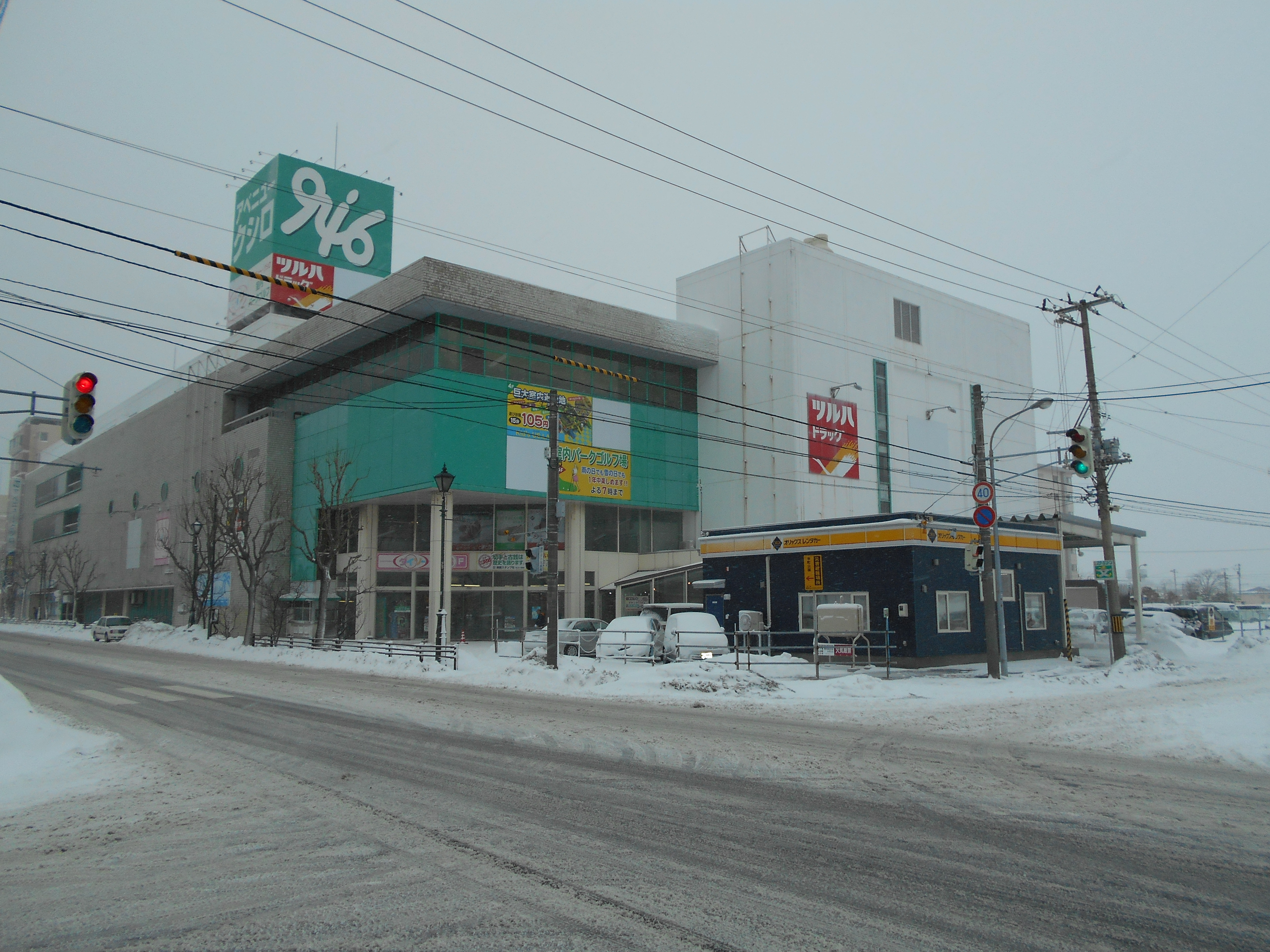
旧「長崎屋釧路店」だった旧「アベニュー946」（南東側。建物は現存せず）